# 2010 (Stargate SG-1)
2010 es el décimo sexto episodio de la cuarta temporada de la serie de televisión de ciencia ficción Stargate SG-1, y el octogésimo segundo capítulo de toda la serie.

## Trama
Todo comienza cuando Samantha Carter le informa a su marido Joe, que la prueba de embarazo salió negativa, mientras hacen referencia a los Aschen, una avanzada civilización que posee gran tecnología médica.
Resulta que es el año 2010; la Tierra 10 años en el futuro. Ahora el planeta forma parte de la confederación Aschen, sus nuevos aliados. El Stargate se encuentra ahora en la Terminal espacial J.R. Reed, en Washington D. C., como punto de llegada y salida a otros mundos. Con la ayuda de los Aschen, los Goa'uld fueron derrotados y la Tierra ha logrado adquirir cientos de tecnologías de toda la galaxia, y se ha convertido en casi un paraíso. Ese día se cumplen 10 años de la alianza Tierra-Aschen. La celebración es llevada a cabo por el Presidente Robert Kinsey, estando presentes todos los viejos miembros del SG-1, excepto Jack O'Neill y el General Hammond, quien falleció hace unos años.
Sin embargo, más adelante, Carter le cuenta a la Dra. Fraiser de su problema con el embarazo. Fraiser decide entonces examinarla para averiguar que le pasa, ya que según los doctores Aschen, ella está en óptimo estado. De los exámenes de Fraiser, Samantha descubre que nunca podrá tener hijos. Indignada por el evidente error Aschen, Carter decide entrar en la computadora Aschen, y descubre para su sorpresa que la natalidad en la Tierra ha caído drásticamente en un 91%. La fecha en el comienzo del descenso coincide además con la entrega de una medicina Aschen que dobla la expectativa de vida humana. 
Pronto, Carter y Fraiser dan cuenta que este medicamento produce esterilidad, pero que los Aschen ocultaron adrede este efecto secundario. Deducen que su plan es conquistar la Tierra en 200 años cuando haya pocos humanos, producto del descenso de nacimientos, por lo que junto con Daniel y Teal'c deciden idear que hacer ante este malévolo plan. Como los Aschen superan a los humanos militarmente, una rebelión sería inútil. Por esto al equipo solo le queda una opción: enviar un mensaje 10 años atrás para evitar que la Tierra se una a los Aschen. Usando una computadora Aschen, Carter predice una llamarada solar similar a la ocurrida cuando viajaron accidentalmente a 1969 por el Portal. Samantha luego intenta convencer a Jack para que los ayude, pero este rechaza. 
No obstante, O’Neill más adelante cambia de opinión. Él les consigue las armas necesarias para la operación, pero les falta el GDO para abrir el Iris, ya que sin este el mensaje no llegará al pasado. El ahora exsargento Harriman Davis, que continúa trabajando en el SGC, convertido en un museo, les dice que el único GDO que queda está en la oficina oval de la Casa Blanca. Para obtenerlo, Samantha intenta convencer a su marido Joe Faxon, un embajador de la confederación, para que se los traiga. Cuando Carter le pide esto y le informa del plan de los Aschen, Joe le confiesa que él y varios gobiernos sabían del efecto de esterilidad. Se suponía que era un plan para detener el sobrepoblamiento en la Tierra, pero que solo debía afectar a un 1/3 de los habitantes. Joe luego conviene en traerles el GDO, a cambio de que Samantha no participe en el asalto al Stargate.
La operación comienza. Fraiser viaja a Chulak para darle la dirección a Teal'c. Entonces él y otro Jaffa regresan a la Tierra, rompen las fuertes defensas del Stargate y activan el Portal.
Sin embargo, Teal'c, el otro Jaffa y O'Neill mueren producto de los disparos del sistema de defensa láser y no alcanzan a enviar la nota por el Portal. Daniel también lo intenta, pero muere igual que los demás. Al ver esto Samantha, que se encuentra cerca con Joe, siente que no puede quedarse parada sin hacer nada, y decide lanzarse hacia el Portal, logrando enviar la nota escrita por O'Neill, un tanto ensangrentada, a costa de su propia vida.
Atrás, en el año 2000, el Stargate se activa, acompañado por la señal del SG-1. Hammond ordena abrir el Iris, y entonces una pequeña nota llega. Allí está escrita con la propia letra de O'Neill la frase "BAJO NINGUNA CIRCUNSTANCIA IR Al P4C-970". Como resultado de esta advertencia, Hammond ordena eliminar al P4C-970 de la lista de direcciones a marcar a futuro. El episodio termina con el equipo preguntándose desde dónde y cuándo fue mandado el mensaje.

## Artistas invitados
- Christopher Cousins como Joseph Faxon
- Dion Luther como Mollem.
- Gary Jones como Walter Harriman.
- Ronny Cox como el presidente Kinsey.
- Teryl Rothery como la Dra. Fraiser.
- David Neale como Discador.